# Badolatosa
Badolatosa és una localitat de la província de Sevilla, Andalusia, Espanya. L'any 2005 tenia 3.198 habitants. La seva extensió superficial és de 48 km² i té una densitat de 66,6 hab/km². Les seves coordenades geogràfiques són 37° 18′ N, 4° 40′ O. Està situada a una altitud de 236 metres i a 130 kilòmetres de la capital de la província, Sevilla.
Dins el municipi hi ha la petita localitat de Corcoya, una vila amb tradició minera i en què destaca l'ermita de Nostra Senyora de la Fuensanta.

## Demografia
| 1996  | 1998  | 1999  | 2000  | 2001  | 2002  | 2003  | 2004  | 2005  |
| ----- | ----- | ----- | ----- | ----- | ----- | ----- | ----- | ----- |
| 3.173 | 3.130 | 3.124 | 3.171 | 3.198 | 3.173 | 3.167 | 3.178 | 3.198 |